# Abriolina
Abriolina es un género de foraminífero bentónico de la Familia Abriolinidae, de la superfamilia Geinitzinoidea, del suborden Fusulinina y del orden Fusulinida. Su especie tipo es Abriolina mediterranea. Su rango cronoestratigráfico abarca desde el Pérmico hasta el Triásico medio.

## Clasificación
Abriolina incluye a la siguiente especie:
- Abriolina mediterranea †